# Loventue
Loventue é um município da província de La Pampa, na Argentina.